# Pouzolzia variifolia
Pouzolzia variifolia är en nässelväxtart som beskrevs av Ib Friis och Wilmot-dear. Pouzolzia variifolia ingår i släktet Pouzolzia och familjen nässelväxter. Inga underarter finns listade i Catalogue of Life.